# 亞布盧尼夫卡 (皮德卡明市鎮)
49°56′37″N 25°17′1″E / 49.94361°N 25.28361°E
亞布盧尼夫卡（羅馬化：Yablunivka）是烏克蘭西部利維夫州佐洛奇夫區皮德卡明市鎮的村莊。該村面積0.45平方公里，海拔高度359米，2001年人口82，人口密度每平方公里184.27人。